# Doc Watson
Arthel Lane „Doc“ Watson (3. března 1923 Deep Gap, Severní Karolína, USA – 29. května 2012 Winston-Salem, Severní Karolína, USA) byl americký zpěvák, kytarista a hudební skladatel. Od útlého věku byl slepý vlivem následků oční infekce.  V roce 1947 se jeho ženou stala Rosa Lee Carlton, dcera Gaithera Carltona. Měli spolu dvě děti, které se jmenovaly Eddy Merle (1949) a Nancy Ellen (1951). Byl držitelem několika cen Grammy. V květnu 2012 byl po pádu hospitalizován a po několika dnech zemřel.